# オーガスタス・フィッツロイ (第3代グラフトン公)
第3代グラフトン公爵オーガスタス・ヘンリー・フィッツロイ（英語: Augustus Henry FitzRoy, 3rd Duke of Grafton, KG PC、1735年9月28日 – 1811年3月14日）は、グレートブリテン王国（イギリス）出身の政治家、貴族。ホイッグ党に所属し、1768年から1770年にかけて首相を務めた。

## 経歴

### 生い立ち
1735年9月28日にオーガスタス・フィッツロイ卿（第2代グラフトン公爵チャールズ・フィッツロイの息子）とその妻エリザベス（旧姓コスビー、ニュージャージー植民地総督ウィリアム・コスビーの娘）の長男として生まれる。グラフトン公爵家は、チャールズ2世と愛妾クリーヴランド公爵夫人の次男ヘンリー・フィッツロイに始まる家柄で、彼はその4世代目の子孫であった。1741年5月、5歳のときに父を亡くした。
ニューコムズ・スクールを卒業後、1751年10月26日にケンブリッジ大学ピーターハウス入学、1753年にM.A.の学位を修得した。ケンブリッジでは家庭教師ホレス・ウォルポールによる個人的指導も受けた。その後はグランドツアーに出て、1753年から1754年までスイス人家庭教師とともにフランス、スイス、イタリアを旅した。
後年にケンブリッジ大学学長に選出されたとき、慣例としてLL.D.の名誉学位を授与されるが、グラフトン公爵はイングランド国教会に関する条項への署名を避けるために学位の授与を辞退した。
祖父を通じて初代ニューカッスル公爵トマス・ペラム＝ホリスとその盟友につながりを持ち、ケンブリッジ大学で知り合ったジョン・キャヴェンディッシュ卿と友好的な関係を維持したほか、大ピット（初代チャタム伯爵）を尊敬して、大ピットと政治について文通を交わしたという。

### 政界入り
1756年11月に国王ジョージ2世の寝室侍従に任命されたが、1758年6月初に辞任した。1756年12月にバラブリッジ選挙区とベリー・セント・エドマンズ選挙区の両方から庶民院議員に選出され、後者の代表として議員を務めた。翌1757年5月6日に祖父が死去したため、グラフトン公爵をはじめとする爵位を継承し、貴族院へ移籍した。爵位継承直後にサフォーク統監に任命された。庶民院の在籍期間が半年にも満たなかったため活動がほとんどなく、採決での投票も1回しか行わなかった。
1760年にジョージ3世が即位すると、その寵臣である第3代ビュート伯爵ジョン・ステュアートが重用されたが、グラフトンはビュート伯爵に反対して野党に回った。1762年12月、七年戦争の予備講和条約に反対票を投じたことでサフォーク統監から解任されたが、1769年に再任され、以降1790年まで務めた。1763年4月にジョン・ウィルクスが『ノース・ブリトン』紙で国王の演説を批判して逮捕されると、5月に盟友の第2代テンプル伯爵リチャード・グレンヴィル＝テンプルとともにロンドン塔でウィルクスに面会したが、後にウィルクスの保釈を渋ったことでテンプル伯爵と決裂した。
その後、グラフトンの貴族院における地位が上昇を続け、1763年8月にジョージ3世から大ピットへ組閣の大命が下ったとき、大ピットはグラフトンを閣僚に任命しようとしたという（ただし、このときは大ピットが組閣に失敗した）。ホレス・ウォルポールも同年12月の手紙でグラフトン公爵がよく賞賛されていると述べ、官職に就任したことはまだないが、すでに一流の政治家であるとした。大ピットは1765年にも組閣の大命を与えられ、今度はグラフトンを国務大臣に任命しようとしたが、グラフトンと決裂したテンプル伯爵が入閣を拒否したため再び組閣に失敗、代わって第2代ロッキンガム侯爵チャールズ・ワトソン＝ウェントワースが組閣した。これにより1765年7月に第1次ロッキンガム侯爵内閣が成立、グラフトンは北部担当国務大臣を務めた。

### 第1次ロッキンガム侯爵の国務大臣
ロッキンガム侯爵は大ピットを味方に引き入れようとしたが、大ピットは初代ニューカッスル公爵トマス・ペラム＝ホリス（王璽尚書）の入閣に強く反対したため、協力を拒否した。ロッキンガム侯爵内閣が国王にも庶民院を掌握していた大ピットにも支持されないことになり、しかも内部分裂をおこししていたため、極めて弱体な内閣となった。
グラフトン公爵は1766年4月に辞任したが、その理由について貴族院で「私的な娯楽を楽しもうとするためというのは誤報である。（辞任の理由は）力が欲しいためであり、その力を与えられるのはただ1人（大ピット）だけである。」と述べ、さらに「これまでは将軍の職杖を手にしていたが、あの有能で偉大な大臣の下にならば根掘りくわや踏みすきを手に取る用意がある」（though he had carried a general's staff, he was ready to take up a mattock or spade under that able and great minister）とも述べた。

### チャタム伯爵内閣の第一大蔵卿

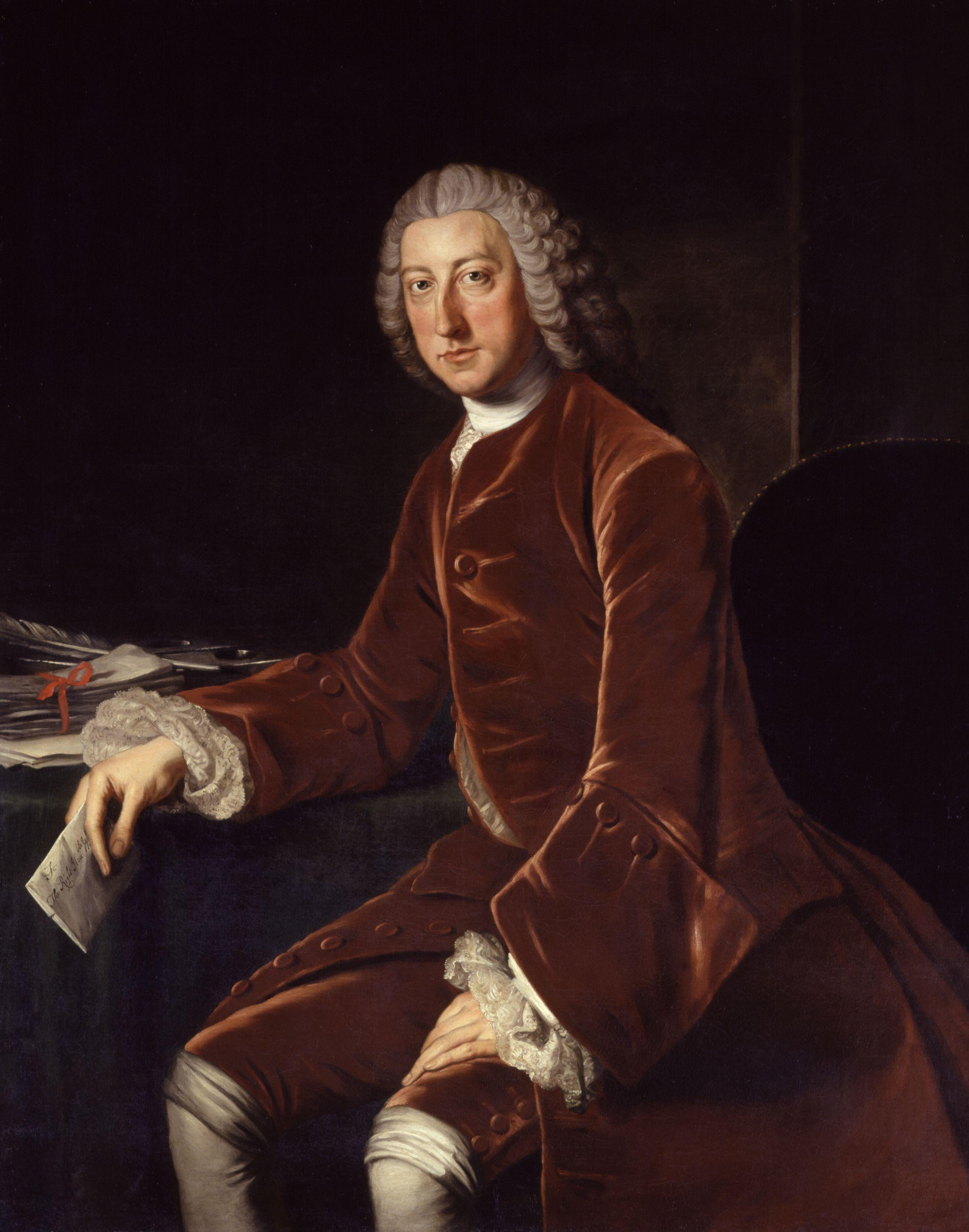
初代チャタム伯爵ウィリアム・ピット

7月にはロッキンガム侯爵内閣が総辞職、大ピットは三たび組閣を試みた。今度は組閣に成功したが、大ピットはチャタム伯爵への叙爵と王璽尚書就任を選択したため盟友の顰蹙を買った。グラフトンは第一大蔵卿として入閣したが、渋々就任したにすぎなかったとされ、自身が議長を務める大蔵卿委員会の委員任命もチャタム伯爵に任せた。この時に首相になったとも考えられるが、組閣の大命を受けていたのはチャタム伯爵であり、また実質的に内閣を主導したのもチャタム伯爵であったため、この内閣は一般にはチャタム伯爵内閣と考えられている。
1763年に一時グラフトン公爵の支持を受けたジョン・ウィルクスは1766年11月にロンドンを訪れ、グラフトンに手紙を書いて恩赦を求めたが、グラフトンはチャタム伯爵の助言を容れて手紙を無視、ウィルクスが12月にパリに戻ったのち再度手紙を書くもやはり無視されている。
しかし1767年からチャタム伯爵が病気になったため、グラフトン公爵に内閣指導権を委ねるようになった。この年、財務大臣のチャールズ・タウンゼンドは閣議での合意を経たずに米州植民地への徴税案を発表した。この徴税案とはガラス、塗料、紙、茶に輸入関税をかけることであり、「タウンゼンド諸法」と呼ばれた。グラフトン公爵はチャタム伯爵に助言と議会への出席を求めたが、1767年5月31日に2人が会談した結論は徴税案を続けることと、北部担当国務大臣のヘンリー・シーモア・コンウェイに庶民院対策を任せることだった。
チャタム伯爵の病状が悪化する中、グラフトン公爵は辞任か、政務の責任を負うかの選択を余儀なくされたが、このときに後者を選んだため、英国人名事典ではチャタム伯爵内閣が1767年9月より「グラフトン公爵内閣」と呼ばれるようになったとしている。同9月にタウンゼンドが死去するとノース卿フレデリック・ノースが後任として財務大臣に就任、12月にはそれまでチャタム伯爵に反対されていた対米強硬派ベッドフォード派の入閣（具体的には第2代ゴア伯爵グランヴィル・ルーソン＝ゴアが枢密院議長に就任した）が決定した。
対植民地強硬派閣僚が増えていく中、対植民地政策で穏健なチャタム伯爵は内閣で孤立し、1768年10月に辞職に追い込まれた。グラフトン公も政策面ではチャタム伯爵に近い立場だったが、彼は政権に残留し、代わって組閣の大命を受けた。

### グラフトン公爵内閣

#### 対植民地政策
グラフトン公爵内閣は米州植民地政策をめぐって融和派と強硬派とで分裂しており、グラフトン公爵自身は融和政策を支持しつつ、閣内不一致を防ぐために妥協案を出すものの閣僚から歓迎されずに取り下げた。
1769年5月には1767年のタウンゼンド諸法で徴収されていた関税の存廃が閣議で議論され、大枠としては廃止することが決定されたが、茶への関税のみは議会による植民地への課税権を示すために残すべきとの主張があり、結局賛成5票・反対4票（グラフトン公爵は反対）で閣議可決となった。

#### ジョン・ウィルクスの当選
1768年2月には大陸亡命中だったジョン・ウィルクスが帰国し、3月の総選挙に出馬して当選したが投獄されたため、ウィルクス釈放運動が再燃した。
1769年2月の庶民院はグラフトン公爵らの働きかけによりウィルクスを議員から除名する決議をしたが、民衆のウィルクス支援熱は収まらず、補欠選挙でウィルクスを再選させた。庶民院での除名と補欠選挙での再選が2回繰り返された後、庶民院は選挙に介入してウィルクスを落選処分とした。
しかしこれは国制問題となり、議会内の野党勢力であるロッキンガム侯爵派やチャタム伯爵派、グレンヴィル派もウィルクス運動と連携を図るようになった。これにグラフトン自身の女性問題（#私生活を参照）や1769年末にチャタム伯爵が回復して登院してきたことが加え、1770年1月には閣僚からも野党側に同調する造反者が出るに至った。これが原因で総辞職に追い込まれた。
大蔵大臣のノース卿フレデリック・ノースが代わって組閣の大命を受けた。

### 首相退任後
1771年から1775年にかけてノース卿内閣において、ついで1782年から1783年にかけて第2次ロッキンガム侯爵内閣とシェルバーン伯爵内閣において王璽尚書を務めた。1771年6月の王璽尚書就任にあたり入閣を拒否していたため、政治の一線からは退いていたが、1775年8月にノース卿への手紙で米州植民地との和解を説いた。このとき、ノース卿の返信が7週間後になってようやく届いた上、その内容も国王演説の草案とほぼ同じ内容だったため、グラフトン公爵は11月9日に辞任した。1779年2月にグラフトン公爵などのチャタム伯爵派を入閣させる動きがあったが失敗に終わり、グラフトン公爵が再び官職に就任するのは1782年3月にロッキンガム侯爵が再び組閣したときとなった。シェルバーン伯爵内閣でも留任したが、それが倒れた後は二度と官職に就任しなかった。フォックス＝ノース連立内閣期は野党の立場にあり、小ピットの組閣にあたり一時はそれを支持したが、1794年には小ピットの外交政策に反対して野党に戻った。
1804年に自伝を著しており、20世紀の歴史学者ジョン・ブルックはこの自伝が同時代の文通や覚え書きに基づいているとして「内容の一部が高い価値を有する」（parts of which [...] are of great value）との評価を下した。
1811年3月14日に75歳で死去、ユーストンで埋葬された。息子のジョージ・ヘンリー・フィッツロイが爵位を継いだ。

## 私生活

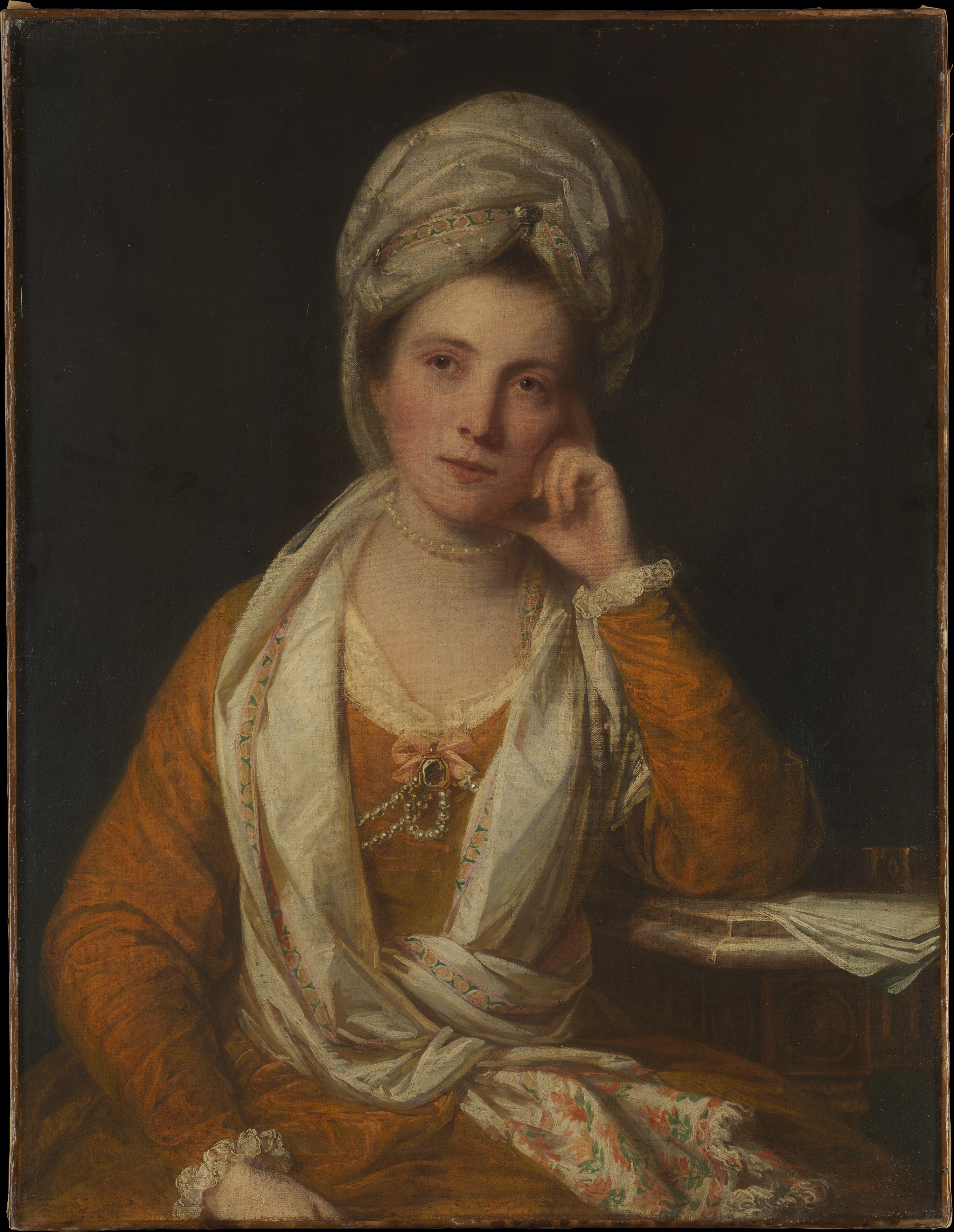
ナンシー・パーソンズ。ジョシュア・レノルズ画。

生真面目な性格だったため、人間的な魅力には乏しかったという。また緊張した時に怒気を露わす癖があった。党派を作る事を嫌っており、魅力の乏しさもあって政界に仲間・追従者は少なかった。そのため内閣を指導できる器ではなかったという。同時代の人物からは散々な評価だったが、オックスフォード英国人名事典によると、グラフトン公爵を批判した人物の多くはその政敵か、彼を個人的に嫌っていた人物（ホレス・ウォルポールなど）だったという。一方、友人の初代カムデン伯爵チャールズ・プラットやチャールズ・ジェームズ・フォックスからは賞賛されたという。晩年は心気症を患ったといい、神学に傾倒した。
ロンドンでの公務より領地での生活（地主業・狩猟・競馬）を好んだ。グラフトン公爵は首相在任中、公務より競馬を優先させたことがある。ある日の夜、アイルランド問題の審議のため、シェルバーン伯爵のロンドンの館に閣僚が集まった。議会は内閣の決定を待っていた。そこへグラフトン公爵から伝言が届いた。そこには「明日の朝、ニューマーケット競馬場で自分の馬が出走するので、今夜はあまり遅くまでロンドンにいるわけにはいかない」と書かれていた。しばらくして2通目の伝言が届くと、「明日の夜までニューマーケットにいるのでロンドンには戻らない」と記されていた。公爵は競馬のあと、愛人ナンシー・パーソンズを楽しませるためにユーストンの屋敷に客を招いていたのだった。結局、内閣は何も決められないまま無為にグラフトン公爵の帰りを待つことになった。1768年4月に政務を放置してナンシー・パーソンズとともにオペラ鑑賞に向かう姿を目撃され、ホレス・ウォルポールから「グラフトン公爵は、見習騎手のように、売女と競馬のために世界（の出来事は）延期すべきだ、と考えている」（The D. of G., like an apprentice, thinking the world should be postponed to a whore and a horse-race.）と風刺されている。
1774年当時、グラフトン公爵はノーサンプトン州のウェイクフィールド・ロッジ（Wakefield Lodge、1770年から1771年にかけて増築が行われた）やサフォーク州ユーストンのユーストン・ホールといった広大な領地からのあがりだけで年9,000ポンドの収入があり、これに官職等の収入を加えると、年収は18,000ポンドに達した。グラフトン公爵はこの富をユーストン・ホールの邸宅整備や競走馬生産に費やした。

### 夫婦関係と女性
1756年1月29日、20歳のときに初代レイヴェンスワース男爵ヘンリー・リデルの娘アン（1737年 – 1804年2月24日）と結婚、まもなく夫妻には1女2男の子ができた。
- ジョージアナ（1799年1月18日没） - 1778年6月4日、政治家ジョン・スミス（英語版）と結婚、子供あり
- ジョージ・ヘンリー（英語版）（1760年 – 1844年） - 第4代グラフトン公爵
- チャールズ（英語版）（1764年7月 – 1829年12月） - イギリス陸軍軍人。1795年6月20日にフランシス・マンディー（Frances Mundy、1773年 – 1797年8月9日、エドワード・ミラー・マンディーの娘）と結婚、子供あり。1799年3月10日、フランシス・アン・ステュアート（Frances Anne Stewart、1777年6月24日 – 1810年2月9日、初代ロンドンデリー侯爵ロバート・ステュアートの娘）と再婚、子供あり。ビーグル号船長ロバート・フィッツロイの父[9]

アンは2歳年下で、世間は才色兼備の女性とみていたが、グラフトン公爵は妻子と過ごすよりも狩猟や賭事を大切にし、競馬やカードゲームに大金を費やした。次第に夫婦関係は冷えていき、グラフトン公爵は1763年頃からナンシー・パーソンズとの愛人関係が始まった。一方、アン夫人も不倫をしており、1764年1月に娘のジョージアナを連れて家を出た。9歳になる息子のジョージ（のちの第4代グラフトン公爵）は父のもとに留まった。
1767年になると、アン夫人は、まだ籍はグラフトン公爵の妻のままだったが、第2代アッパー・オソリー伯爵ジョン・フィッツパトリックの子を妊娠、同じ頃、グラフトン公爵は愛人ナンシー・パーソンズを伴いニューマーケットへ出入りする姿がたびたび目撃されるようになり、1767年頃には公然と連れ回すようになった。1768年4月にはグラフトン公爵がナンシー・パーソンズとともにオペラ鑑賞に向かう姿を目撃され、作家ジュニアスなどから攻撃された。
アン夫人は、1768年8月にアッパー・オソリー伯爵の子を出産した。1769年3月23日に議会によって夫妻の離婚の承認が得られると、アン夫人はその3日後にアッパー・オソリー伯爵と入籍した。

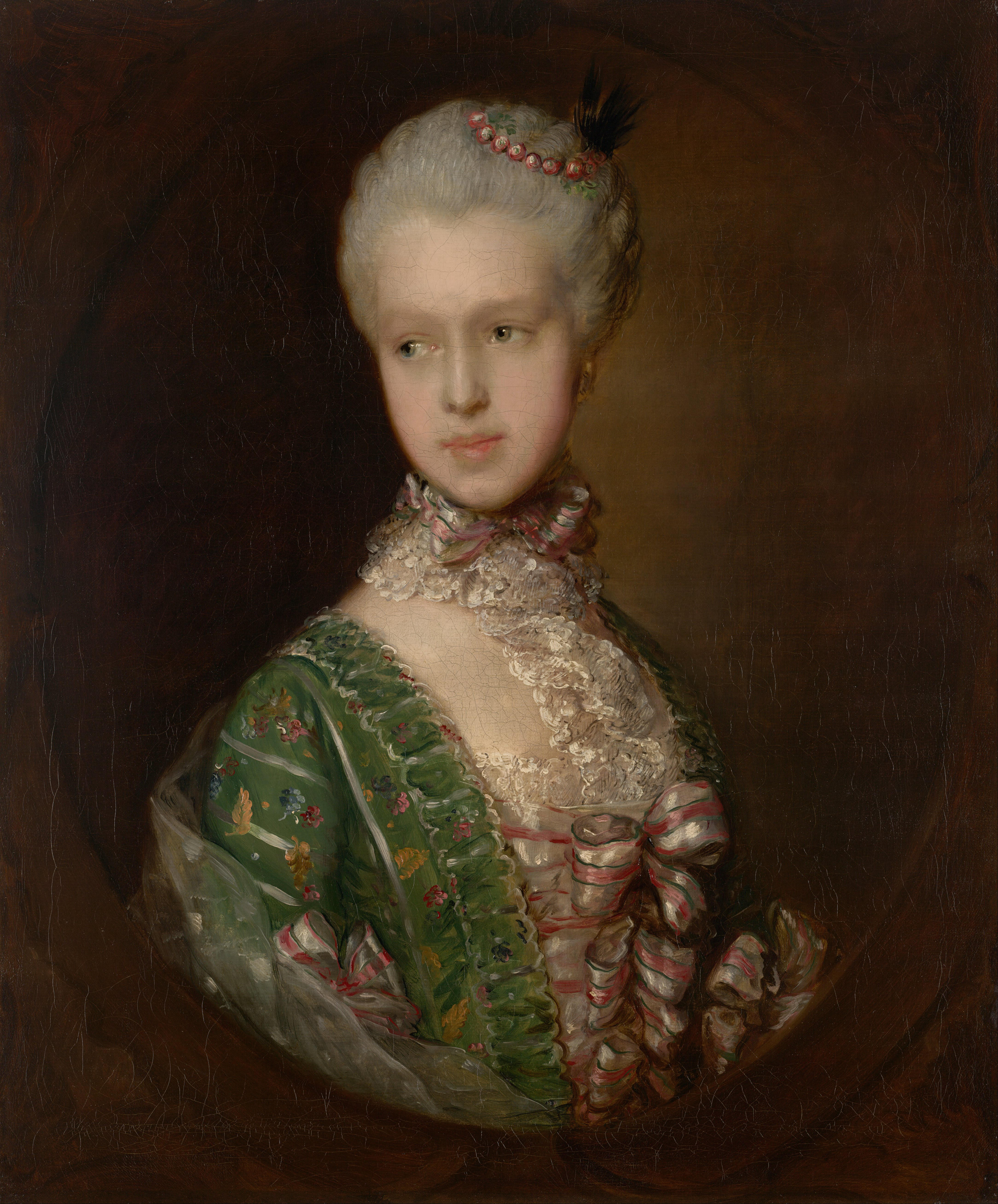
2人目の妻エリザベス。トマス・ゲインズバラ画、1764年/1765年。

グラフトン公爵のほうはその頃にはナンシー・パーソンズとの関係を終え、1769年6月4日に第7代準男爵サー・リチャード・ロッテスレーの娘エリザベス（1745年11月1日 – 1822年5月25日）と再婚した。エリザベスとの間には以下の9子をもうけた。
- ヘンリー（1770年 – 1828年）
- フレデリック（1774年9月16日 – ?） - 早世
- シャーロット（1857年6月23日没）
- エリザベス（1839年3月30日没） - 1811年7月4日、ウィリアム・フィッツロイ（William FitzRoy、1773年12月12日 – 1839年3月30日、初代サウサンプトン男爵チャールズ・フィッツロイ（英語版）の息子）と結婚
- オーガスタ（1839年6月29日没） - 1811年11月19日、ジョージ・F・タヴェル（George F. Tavel、1829年4月27日没）と結婚
- フランセス（1780年6月1日 – 1866年1月7日） - 1800年11月25日、初代チャーチル男爵フランシス・スペンサーと結婚。
- イザベラ（1866年12月10日没） - 1812年8月11日、バリントン・ポープ・ブラッチフォード（Barrington Pope Blachford）と結婚
- ウィリアム（英語版）（1782年 – 1857年） - 王立海軍軍人
- ジョン・エドワード（英語版）（1785年9月24日 – 1856年12月28日） - 政治家、生涯未婚

### 狩猟
先代の2代グラフトン公爵はこよなく狩猟を愛した。キツネ狩りを楽しむため、ノーサンプトン州のウィトルウッドの森でキツネを生け捕りにして、自領地のウェイクフィールドロッジ（Wakefield Lodge）に放していた。ウェイクフィールドでの狩猟シーズンが終わると、猟犬と猟騎馬をユーストンの領地へ運び、そこでさらに狩りを続けた。2代グラフトン公爵はウェストミンスター橋の架橋工事を支援したが、それは自分の猟犬と馬を運びやすくするのが目的だろうと揶揄された。
3代グラフトン公爵もその影響で狩猟を愛した。一番のお気に入りの猟犬は「トラウンサー」（Trouncer）といい、死んだときはユーストンの邸宅の西面に埋葬した。その墓碑には「トラウンサー、1788年没。キツネどもよ喜べ。ここに眠るはお前たちの敵だ」（Trouncer, 1788. Foxes rejoice. Here buried lies your foe.）と記した。

### 神学
3代グラフトン公爵は、1770年より神学にのめりこんだ。心気症のせいだったともいい、放蕩に明け暮れた前半生への贖罪のようだったともいう。公爵は競馬や牧場経営は息子のジョージ（のちの第4代グラフトン公爵）に任せ、自身は宗教的思索にふけるようになった。世間は「老グラフトン公は神に出会い、若グラフトン公は競馬に出会った」と揶揄したと伝わる。
1774年にイングランド国教会を離脱、非国教のユニテリアン主義の教会であるエセックス・ストリート・チャペルの一員になった。これは家族や友人たちを困惑させたという。
以降長年にわたって同チャペルの礼拝に出席したほか、神学関連の著作としてHints submitted to the serious attention of the Clergy, Nobility, and Gentry, by a Layman（1789年）とThe Serious Reflections of a Rational Christian from 1788 to 1797（1797年、匿名出版）を著した。後者はユニテリアン主義を主張する著作だった。
さらに公爵は自費でヨハン・ヤーコプ・グリースバッハの「Novum Testamentum Graece」（ギリシャ語版新約聖書）の重版を刊行、これを友人たちへ送りつけた。風刺作家らはこれを次のように茶化した。
| 見よ！聖グラフトン卿が立っておられる | Behold the reverend Lord, good Fitzroy, stand |
| その高貴な手には聖書を携えておられる | With Holy Bible in his precious hand:         |
| いや見間違いだろうか、我が目を疑おう | Or so it seems.I doubt it as I look:          |
| あれは聖なる書かそれとも競馬の書か？ | Is it his Bible or his betting book?[25]      |

### 競馬

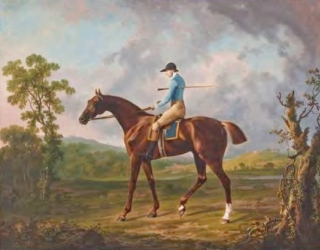
グラフトン公爵の名馬アンティノウス。馬上はお抱え騎手のピカリング。グラフトン公爵の勝負服「スカイブルーの勝負服に黒帽」に身を包んでいる。ジョージ・スタッブスによる1764年の作品。画家フランシス・サルトリウス（1734-1804）が描いた最初の代表作もアンティノウスを描いたものだった。

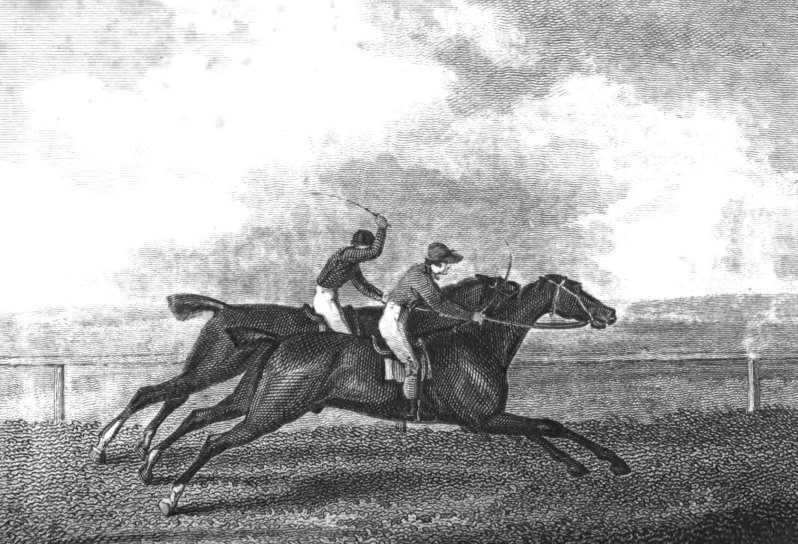
1809年ダービーで自家生産馬ポープがクビ差で優勝。（ジョン・ノスト・サルトリウスの1809年の作品）

グラフトン公爵は若い頃から競馬を愛好した。当時のスポーツ誌『nimrod』はグラフトン公爵を「偉大なホースマンたちの中でも数少ない勝者」（the few great winners amongst great men）と評している。
あるときグラフトン公爵は、馬車で競馬場に乗りつけるために、ユーストン・ホールの自邸からニューマーケット競馬場まで18マイル（約29キロメートル）あまりの自分専用の並木道の整備を命じた。しかし、グラフトン公爵は残り6マイルから先は他人の所有地であることを失念しており、並木道は12マイル（約20キロメートル）整備されたところで終わってしまった。
馬主としてのグラフトン公の最も有名なレースの一つに、アンティノウス対ヘロドのマッチレースがある。アンティノウスはグラフトン公爵の50年に及ぶ競馬人生で、自家生産した最初の名競走馬である。グラフトン公爵が1758年に生産し、1762年から1767年にかけて、当時の大レースGreat Subscription Purseや王室賞など8勝をあげ、5387ポンドを稼いだ。対するカンバーランド公のヘロドも同年生まれの活躍馬で既に相当な評価を得ていた。
1764年10月、グラフトン公爵とカンバーランド公は500ギニー（525ポンド相当）を賭けて両馬をニューマーケット競馬場で対決させた。名馬2頭の一騎打ちは大変な話題を集め、観戦者たちによる賭けの総額は10万ポンドに達した。ヘロドのほうが3ポンド（約1.36kg）重いハンデを背負っており、巷の予想ではアンティノウスが勝つ方に6対4（2.5倍）の人気がついていた。しかし大方の予想に反してヘロドが勝った。翌1765年5月に賭け金を1000ギニー（1050ポンド相当）に釣り上げてリターンマッチが組まれた。ヘロドは9ポンド（約4.1kg）重いハンデを背負うことになり、世間は再びアンティノウス優勢とみて7対5（2.4倍）の人気をつけた。今度は大接戦になり、短首差でヘロドが勝った。このときはカンバーランド公は自ら馬券も買っていて、1万2000ポンドも儲けたと伝わる。1978年の『Biographical Encyclopedia of British Flat Racing』（英国平地競馬事典）はこの対決を「競馬史で最も有名なマッチレースの一つ」（one of the most famous match in Turf history）と評している。
この2つの勝利でヘロドは現役最強馬との評価を獲得した。ヘロドはのちに種牡馬として歴史的な成功を収め（ヘロド系）、現代では「三大父祖」の一頭とされている。グラフトン公爵は敗れたものの、ヘロドの強さに衝撃を受け、のちに自分の牧場で徹底的なヘロドのインブリードを行うようになった。それが後の大成功をもたらした。
- 3代グラフトン公爵が勝利したクラシック競走[22]
  - ダービー　3勝（1802年タイラント、1809年ポープ、1810年ホエールボーン）
  - オークス　2勝（1804年ペリッセ、1808年モレル）

### 馬産

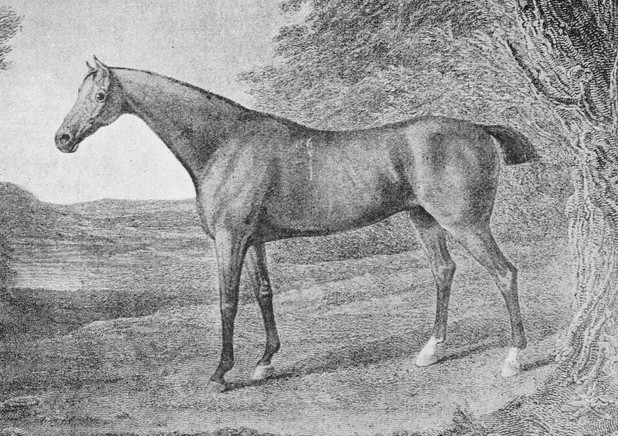
1号族o分枝の祖、ペネロピ

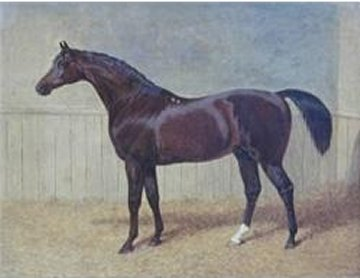
ペネロピの子、ダービー馬ホエールボーン。（John Frederick Herring Sr.による1810年頃の作品）

3代グラフトン公爵と4代グラフトン公爵の父子は、サラブレッド生産史における最大の功労者の一人とされている。3代グラフトン公爵はユーストン・ホールに自前の牧場を開設し、競走馬生産を始めた。ユーストン・ホールは「19世紀の第1四半期におけるイギリスで最強の牧場」と評されている。
3代公爵が競馬を始めた18世紀半ばのレースは、年令を重ねた古馬に重いハンデを負わせ、2マイルから4マイルの長距離ヒート戦（複数回走って勝者を決める方式）で行うのが主流だった。しかし18世紀後半から19世紀初頭にかけて、3歳の若馬による、1マイルから2マイルの短距離での一発勝負（ダービーなどのクラシック競走）が人気となり、競馬の在り方が大きく変わった。グラフトン公爵の牧場で生産された競走馬たちはこの時代の変化に適応し、サラブレッド全体の資質を短距離でのスピード型に変えていったと考えられている。3代グラフトン公爵は神学に関心が向かうようになると、牧場の実務は息子の4代グラフトン公爵に任せたと伝わるが、3代公爵が亡くなるまでに、3代公爵の名のもとに生産され出走した馬のなかから、3頭のダービー馬と2頭のオークス馬が出た。そしてその子孫は現代のサラブレッドの主流となっていった。
グラフトン公爵父子の成功の契機になったのは、1763年にジュリア（Julia）という7歳牝馬を購入したことによる。3代グラフトン公爵が生産した活躍馬のうち、ダービー馬2頭とオークス馬2頭がジュリアの子孫である。ジュリアを祖とする牝系一族は4代グラフトン公爵の時代にさらに発展し、現在は1号族として知られる。
3代グラフトン公爵は1802年にタイラントで初めてのダービー優勝を果たした。グラフトン公爵はタイラントの父馬ポテイトーズを気に入り、その代表産駒だったワキシー（1793年のダービー優勝馬）を購買すると、ジュリアの血をひく繁殖牝馬にさかんに配合した。これによってポープ、ホエールボーン、ウィスカーのダービー馬とミュージック、ミニットのオークス馬が誕生した。このうちホエールボーンは引退後に英国の種牡馬チャンピオンになり、その父系子孫は現代の主流となった。
一連の生産馬は、エクリプス系とヘロド系の配合を繰り返し、インブリードを徹底することによって生まれたものだった。これはエクリプスとヘロドのニックスとしてよく知られている。
【3代グラフトン公爵の名義で生産された馬のうち、ダービー・オークスに勝ったもの及び1号族の分枝の祖】
- Julia（牝　1756年生まれ　父Blank）
  - Promise（牝　1768年生まれ　父Snap）1-dの祖
    - Prunella（牝　1788年生まれ　父Highflyer）1-eの祖
      - Penelope（牝　1798年生まれ　父Trumpator）1-oの祖
        - Whalebone（牡　1807年生まれ　父Waxy）　ダービー優勝　種牡馬チャンピオン
        - Whisker（牡　1812年生まれ　父Waxy）　ダービー優勝※
        - Web（牝　1808年生まれ　父Waxy）1-sの祖

      - Parasol（牝　1800年生まれ　父Pot-8-Os）31勝
      - Pelisse（牝　1801年生まれ　父Whiskey）オークス優勝
      - Pope（牡　1806年生まれ　父Waxy）　ダービー優勝
      - Pawn（牝　1808年生まれ　父Trumpator）1-fの祖
      - Pope Joan（牝　1809年生まれ　父Waxy）

  - Princess（牝　1769年生まれ　父Herod）
    - Puzzle（牝　1778年生まれ　父Matchem）
      - Music（牝　1810年生まれ　父Waxy）　オークス優勝※
      - Minuet（牝　1812年生まれ　父Waxy）　オークス優勝※

    - Hornby Lass（牝　1796年生まれ　父Buzzard）
      - Morel（牝　1805年生まれ　父Sorcerer）オークス優勝 1-bの祖

※Musicは1811年に3代グラフトン公爵が没した後、4代グラフトン公爵の持ち馬として大レースに勝ったもの。
※WhikerとMinuteは3代グラフトン公爵が没した翌1812年生まれ。

## 栄典

### 爵位
1757年5月6日に父の死により以下の爵位を継承した。
- 第3代グラフトン公爵 (3rd Duke of Grafton)
(1675年9月11日の勅許状によるイングランド貴族爵位)
- 第4代アーリントン伯爵 (4th Earl of Arlington)
(1672年4月22日の勅許状によるイングランド貴族爵位)
- 第3代ユーストン伯爵 (3rd Earl of Euston)
(1672年8月16日の勅許状によるイングランド貴族爵位)
- ノーフォーク州におけるセットフォードの第4代セットフォード子爵 (4th Viscount Thetford, of Thetford in the County of Norfolk)
(1672年4月22日の勅許状によるイングランド貴族爵位)
- 第3代イプスウィッチ子爵 (3rd Viscount Ipswich)
(1672年8月16日の勅許状によるイングランド貴族爵位)
- ミドルセックス州におけるアーリントンの第4代アーリントン男爵 (4th Baron Arlington, of Arlington in the County of Middlesex)
(1672年4月22日の勅許状によるイングランド貴族爵位)
- 第3代サドバリー男爵 (3rd Baron Sudbury)
(1672年8月16日の勅許状によるイングランド貴族爵位)

### 勲章
- 1769年9月20日、ガーター勲爵士（KG）[4]

### 名誉職その他
- 1757年 – 1763年、1769年 – 1790年、サフォーク統監（英語版）[2]
- 1765年7月10日、枢密顧問官（PC）[4]
- 1768年11月27日、ケンブリッジ大学学長（英語版）[2][20]